# さゆリン
『さゆリン』は弓長九天の4コマ漫画作品の代表作（2008年4月時点）。全4巻。芳文社の月刊雑誌『まんがタイムジャンボ』で2002年7月号から2007年8月号まで連載された。また、同社の『まんがタイムスペシャル』でも2004年11月号から2006年6月号まで連載された。著者にとっては、共著のものを除けば、初めて単行本化された作品となった。

## 作品概要
本作品の中心となる登場人物は、女子高校生の鈴本さゆりと、同じクラスの男子高校生の高品勇太の2名であり、作中では2人やその友人たちの日常が描かれている。
但し、本作品は、さゆりや勇太が互いの発言に恥じらったり当惑したりする場面が含まれるが、恋愛漫画作品ではない。また、俗に言う“友達以上恋人未満”な関係を描いた作品であるかどうかも、判断の分かれるところである。

## 主な登場人物
鈴本さゆり（すずもと さゆり）
本作品の主人公。女子高校生（学年は明らかにされていない）。
あらゆる事象について、一般とは異なる角度からの発言をし、勇太を始め周囲の人々を混乱に陥れる。他者を当惑させたり恥らわせるなどの結果を得ると、しばしば「勝った」などと勝利宣言をする。このことから、これらの言動の多くは意図的なものであると考えられる（いわゆる“天然”とはやや異なる）。例えば、勇太の家に遊びに行って、風呂掃除を手伝えば「『初めての共同作業』だね」と評したり、など。また、自分の意志で自在に涙を流すことができる。
稀には、勇太に自分の肩を揉ませた際に、勇太が、触り慣れるとどこを揉めば良いか直感でわかるようになると発言したところ、頬を赤らめて悔しがるなど、勇太にしてやられることもある。
発言だけでなく、行動も周囲の者に物理的な危険を及ぼす。勇太がしゃっくりをしているのを止めるために、ハリセンで殴りつけたり、護身用には鉄アレイを購入したり、蕎麦打ち教室に行けば麺棒を野球のバットに見立てて振り回したり、テレビゲームで負ければ本体を壁に叩きつけて壊したり、など枚挙に暇が無い。また、皮製の学生鞄をいつも使っているが、これは角のところが“勇太退治”に使いやすいためだという。自らを「デモリションプリンセス（demolition princess = 破壊王女）と呼んで!」と発言したこともある。
勇太のことは、「三度のメシより好き」らしい。バレンタインデーには、勇太の健康を願うと称して、節分の豆撒きの豆を拾ってチョコレートに混ぜて贈ったことも。勇太のことを、当初は「勇太」と呼び捨てにしていたが、後に（単行本第2巻以降）、勇太を照れさせるために「勇太くん」に変更し、更にこれにも飽きると「勇太きゅん」に変更しようと試みた（これは定着せず、最終的には基本的に「勇太くん」と呼んでいる）。
得意料理はおかゆで、学校の理科室（何故か調理室や家庭科室ではない）で作って勇太に食べさせようとする描写が多い（季節は問わない）。オートミール（牛乳粥）などのアレンジもある。また、キムチ鍋、ゆで卵も作れるらしい。また、給湯室の冷蔵庫には自分用のドリンク剤を保管している。
成績は良い。定期試験で学年4位を取ったこともある。
メス猫を拾って、「みうき」と名付けて飼っている。アメリカンショートヘアのようにも見えるが雑種らしい。普通に可愛がっているようではあるが、変な名前に改名しようとしたり、夏に暑そうにしていれば毛皮を“脱がせて”あげようとしたりなど、弄んでいるかのような描写もみられる。
なお、本作品の作品名は「さゆリン」だが、作中でこう呼ばれることは全く無い。他の女子生徒には「サユリ」と名前（片仮名表記）で、勇太には「スズモト」と苗字で呼ばれている。
高品勇太（たかしな ゆうた）
さゆりと同じ高校の同じクラスに通う男子高校生。天秤座。
さゆりと仲が良く (?) 、一緒にいることが多い。当然、さゆりから何らかの被害（恐怖感を味わう、恥らわさせられる、など）を受けることも多い。稀には、眠っている さゆりの寝顔を凝視しながら目が覚めるのを待ち伏せたり、「おまえさえそばにいれば、それで満足だゼ」と発言するなど、さゆりを恥らわせるべく反撃することもある。これも、さゆりの場合と同様、成功時には「勝った」などの勝利宣言が見られるため、2人の間では、相手を恥らわせれば勝ちで、自分が恥らってしまったら負けであるとする独特の価値観があるものと考えられる。
さゆりに“思われニキビ”（顎にできるニキビで、異性から想われていることの証左であるとされる）ができ、その原因が自分にあるのではないかと周囲に言われた際には、「そんなに思ってない!!」と必死に否定した。
さゆりの母親に買い物を頼まれたり、さゆりの家を訪れた際には台所と風呂場の掃除を頼まれたりしてしまうなど、さゆりの両親には恰も鈴本家の息子であるかのように扱われている。
同じ学校の後輩の女子生徒数名に慕われている。彼女らによれば、勇太は“かわいい”らしい。
保健体育は得意らしい。
「威勢のいいもの」として李白の詩をあげ、また、不意にサユリの家まで遊びに来た際にそらんじてみせるなど、漢詩を嗜むようである。
可愛らしいものを好み、ファンシーショップでウサギの耳を模したカチューシャを購入し、少女漫画の立ち読みさえしている。サユリは「男の子のくせにプリティー中枢がある」と評していた。
菅原いずみ（すがわら いずみ）、新野モトコ（にいの モトコ）、三宅（みやけ）
いずれも、さゆり・勇太と同じクラスの友人。さゆりに翻弄されたり、さゆりや勇太の言動にツッコミを入れたりなど、皆仲が良い。

## 書誌情報
単行本は芳文社より「まんがタイムコミックス」として刊行されている。
1. 第1巻（2004年7月17日発行） ISBN 978-4-8322-6347-5
2. 第2巻（2005年4月19日発行） ISBN 978-4-8322-6388-8
3. 第3巻（2006年3月18日発行） ISBN 978-4-8322-6449-6
4. 第4巻（2007年8月22日発行） ISBN 978-4-8322-6561-5